# Delray Beach Open 2019 - Qualificazioni singolare
Le qualificazioni del singolare del Delray Beach Open 2019 sono state un torneo di tennis preliminare per accedere alla fase finale della manifestazione. I vincitori dell'ultimo turno sono entrati di diritto nel tabellone principale. In caso di ritiro di uno o più giocatori aventi diritto a questi sono subentrati i lucky loser, ossia i giocatori che hanno perso nell'ultimo turno ma che avevano una classifica più alta rispetto agli altri partecipanti che avevano comunque perso nel turno finale.

## Teste di serie
1. Bjorn Fratangelo (primo turno)
2. Adrián Menéndez Maceiras (ultimo turno)
3. Alexei Popyrin (ultimo turno)
4. Alex Bolt (primo turno)

1. Ramkumar Ramanathan (primo turno)
2. Daniel Evans (qualificato)
3. Darian King (qualificato)
4. Yasutaka Uchiyama (primo turno)

## Qualificati
1. Daniel Evans
2. Tim Smyczek

1. Darian King
2. Yosuke Watanuki

## Tabellone

### Legenda
| - Q = Qualificato - WC = Wild card - LL = Lucky loser | - ALT = Alternate - SE = Special Exempt - PR = Protected Ranking | - w/o = Walkover - r = Ritirato - d = Squalificato |

### Sezione 1
|  | Primo turno | Primo turno      | Primo turno      | Primo turno | Primo turno |  |  | Ultimo turno | Ultimo turno | Ultimo turno | Ultimo turno | Ultimo turno |  |
|  |             |                  |                  |             |             |  |  |              |              |              |              |              |  |
|  | 1           | Bjorn Fratangelo | Bjorn Fratangelo | 2           | 62          |  |  |              |              |              |              |              |  |
|  | Alt         | Donald Young     | Donald Young     | 6           | 7           |  |  | Alt          | Donald Young | Donald Young | 2            | 63           |  |
|  |             | Dominik Köpfer   | 6                | 3           | 4           |  |  | 6            | Daniel Evans | Daniel Evans | 6            | 7            |  |
|  | 6           | Daniel Evans     | 3                | 6           | 6           |  |  |              |              |              |              |              |  |

### Sezione 2
|  | Primo turno | Primo turno              | Primo turno       | Primo turno | Primo turno |  |  | Ultimo turno | Ultimo turno             | Ultimo turno             | Ultimo turno | Ultimo turno |  |
|  |             |                          |                   |             |             |  |  |              |                          |                          |              |              |  |
|  | 2           | Adrián Menéndez Maceiras | 6                 | 5           | 6           |  |  |              |                          |                          |              |              |  |
|  |             | Andrea Arnaboldi         | 4                 | 7           | 4           |  |  | 2            | Adrián Menéndez Maceiras | Adrián Menéndez Maceiras | 3            | 4            |  |
|  |             | Tim Smyczek              | Tim Smyczek       | 6           | 6           |  |  |              | Tim Smyczek              | Tim Smyczek              | 6            | 6            |  |
|  | 8           | Yasutaka Uchiyama        | Yasutaka Uchiyama | 4           | 2           |  |  |              |                          |                          |              |              |  |

### Sezione 3
|  | Primo turno | Primo turno        | Primo turno        | Primo turno | Primo turno |  |  | Ultimo turno | Ultimo turno   | Ultimo turno   | Ultimo turno | Ultimo turno |  |
|  |             |                    |                    |             |             |  |  |              |                |                |              |              |  |
|  | 3           | Alexei Popyrin     | Alexei Popyrin     | 6           | 6           |  |  |              |                |                |              |              |  |
|  | WC          | Preston Brown      | Preston Brown      | 4           | 3           |  |  | 3            | Alexei Popyrin | Alexei Popyrin | 63           | 3            |  |
|  | Alt         | John-Patrick Smith | John-Patrick Smith | 4           | 63          |  |  | 7            | Darian King    | Darian King    | 7            | 6            |  |
|  | 7           | Darian King        | Darian King        | 6           | 7           |  |  |              |                |                |              |              |  |

### Sezione 4
|  | Primo turno | Primo turno         | Primo turno     | Primo turno | Primo turno |  |  | Ultimo turno | Ultimo turno    | Ultimo turno    | Ultimo turno | Ultimo turno |  |
|  |             |                     |                 |             |             |  |  |              |                 |                 |              |              |  |
|  | 4           | Alex Bolt           | Alex Bolt       | 1           | 1           |  |  |              |                 |                 |              |              |  |
|  |             | Yosuke Watanuki     | Yosuke Watanuki | 6           | 6           |  |  |              | Yosuke Watanuki | Yosuke Watanuki | 6            | 6            |  |
|  | WC          | Marcelo Arévalo     | 6               | 3           | 7           |  |  | WC           | Marcelo Arévalo | Marcelo Arévalo | 4            | 4            |  |
|  | 5           | Ramkumar Ramanathan | 2               | 6           | 6(1)        |  |  |              |                 |                 |              |              |  |